# Opština Plasnica
Plasnica (makedonsky Пласница, turecky Plasnitsa) je opština na západě Severní Makedonii. Plasnica je také název vesnice, která je centrem opštiny. Nachází se v Jihozápadním regionu a žijí převážně jen Turci.

## Geografie
Opština sousedí na severovýchodě s opštinou Makedonski Brod, na jihovýchodě s opštinou Kruševo a na jihozápadě a severozápadě s opštinou Kičevo.
Centrem opštiny je vesnice Plasnica. Pod ni spadají další 3 vesnice - Dvorci, Lisičani a Preglovo.

## Demografie
Podle sčítání lidu z roku 2021 žije v opštině 4 222 obyvatel. Etnickými skupinami jsou:
- Turci - 4 101 (97,13 %)
- Albánci - 13 (0,31 %)
- Makedonci - 9 (0,21 %)
- ostatní a neuvedené - 99 (2,35%)